# 久美濱站
久美濱站（日语：／ Kumihama eki */?）是位於京都府京丹後市久美濱町，屬於WILLER TRAINS（京都丹後鐵道）的宮豐線（愛稱為宮津線）車站。車站編號為T24。
特急「橋立」在內的定期列車均在本站停靠。在2007年3月18日西日本旅客鐵道（JR西日本）和北近畿丹後鐵道時間表修正前，多班特急於此站作為起點或終點站，修正後上述班次改在豐岡站出發或到達（「橋立」在此站至豐岡站之間為快速列車）。
在2014年經過京丹後市的「站之愛稱選定委員會」公開招募後，決定把愛稱定為「龍傳説之里站」。此站是京都府最西車站。

## 歷史
- 1929年12月15日：鐵道省峰豐線豐岡站至本站之間開通，此站啟用[3][1]。
- 1932年8月10日：此站至丹後木津站（現時：夕日浦木津溫泉站）之間開通[1]。在延伸後，舞鶴站（現時：西舞鶴站）至豐岡站之間全線開通，該區間名為宮津線[1]。
- 1987年4月1日：隨國鐵分割民營化，車站由西日本旅客鐵道（JR西日本）營運[1]。
- 1990年4月1日：宮津線由北近畿丹後鐵道接管，成為北近畿丹後鐵道車站[1]。
- 1991年：翻新站房[1]。
- 2015年4月1日：由WILLER TRAINS接管車站，成為京都丹後鐵道宮豐線車站。

## 車站構造
本站是地面車站，設有2面3線混合式月台，可進行列車交會和進行折返。站房位於單式3號月台，其外觀為仿照1868年至1871年之間久美濱縣縣廳外觀的日式建築物，並設有愛稱「紀念門久美濱」。各月台之間透過跨線橋連接。
此站是有人車站與簡易委託車站，並委托京丹後市觀光協會負責車站業務。站內設有由受託者營運的觀光訊問處。星期日早上則有朝市。而站內的櫃臺在早上和晚上不會營業。

### 月台
| 月台 | 路線    | 上下行 | 方向                   | 備註                |
| ---- | ------- | ------ | ---------------------- | ------------------- |
| 1、2 | ■宮豐線 | 下行   | 豐岡方向               | 部分列車使用1號月台 |
| 3    | ■宮豊線 | 上り   | 網野、天橋立、宮津方向 |                     |

- 在上述的路線名稱中，採用了乘客資訊上稱呼的（愛稱）名字。
- 曾經靠近車站大樓一方的月台（現時為3號月台）是1號月台，島式月台（現時：1、2號月台）是3、2號月台。在WILLER TRAINS接管後，月台編號由下行線（車站大樓對面）開始順序編排月台編號。
- 3號月台是上行本線，2號月台是下行本線，1號月台是上下行副本線。1號月台每日只有1班前往豐岡的普通列車使用。

## 車站周邊
名勝、古蹟
- 京丹後市政廳 久美濱廳舍
- 舊久美濱町（日语：久美浜町）公所
- 久美之濱溫泉鄉（日语：久美の浜温泉郷）
- 久美濱海濱溫泉（日语：久美浜シーサイド温泉）

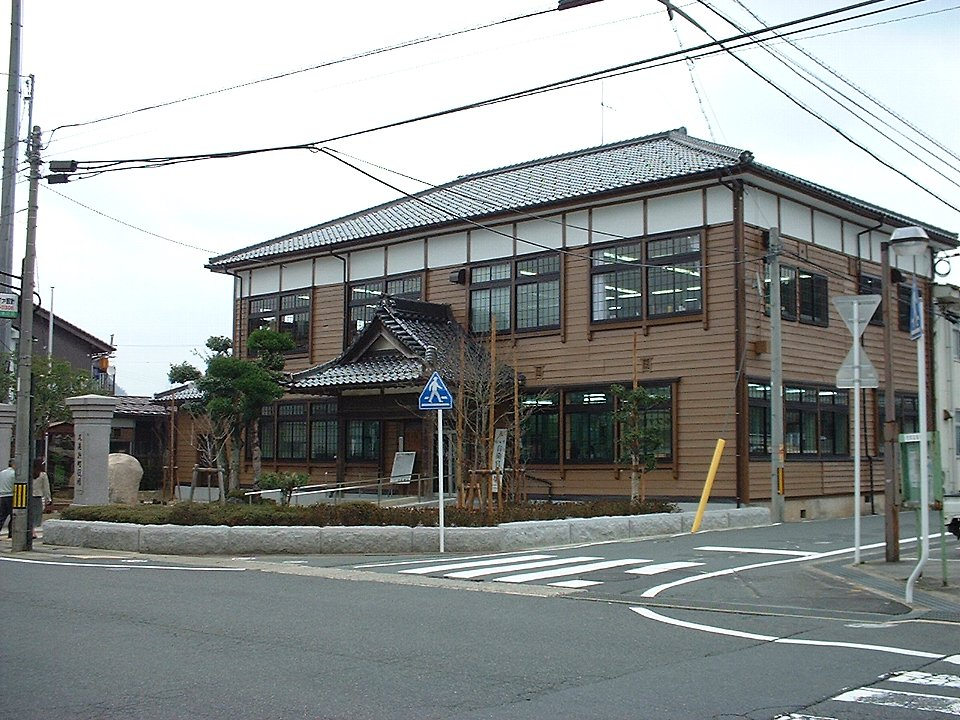
舊久美濱町公所（2004年前使用）

- 豪商 稻葉本家 - 乘坐丹後海陸交通巴士或京丹後市營巴士（日语：京丹後市営バス）於「稻葉本家」（舊 土居）巴士站下車。

教育設施
- 京丹後市立久美濱小學
- 京丹後市立久美濱中學

商業、金融機構
- 西垣（日语：にしがき）久美濱店
- 久美浜郵局
- 京都銀行久美浜支店
- 京都北都信用金庫（日语：京都北都信用金庫）久美濱分店

公營機構
- 賽艇售票處 Mini Boat Pier京丹後 - 在車站轉乘的士或私家車乘坐3分鐘

## 巴士路線
- 丹後海陸交通
  - 峰山站方向
- 京丹後市營巴士（日语：京丹後市営バス）
※有關路線詳情，請參閱該項目或官方網站。
- 久美濱灣周遊觀光巴士（箱庭周遊巴士）

＜夕日浦溫泉→久美濱SANKAIKAN→豪商稻葉本家→久美濱站→如意寺→海洋廣場→夕日浦溫泉＞
在2015年7月25日～10月31日的星期六、日及假日服務。

## 使用狀況
此站設有從京都站經宮津站的直通列車班次，但是途經豐岡站前往此站的距離較短。
以下為近年1日平均乘車人次列表：
| 乘車人次變化 | 乘車人次變化    |
| 年度         | 1日平均乘車人次 |
| ------------ | --------------- |
| 1999         | 145             |
| 2000         | 151             |
| 2001         | 142             |
| 2002         | 132             |
| 2003         | 123             |
| 2004         | 129             |
| 2005         | 123             |
| 2006         | 125             |
| 2007         | 128             |
| 2008         | 116             |
| 2009         | 115             |
| 2010         | 108             |
| 2011         | 109             |
| 2012         | 119             |
| 2013         | 114             |
| 2014         | 101             |
| 2015         | 109             |
| 2016         | 88              |
| 2017         | 94              |
| 2018         | 85              |

## 相鄰車站
WILLER TRAINS（京都丹後鐵道）
宮豐線（宮津線）
- 特急「橋立」停車站（此站至豐岡站之間為快速）

快速
小天橋（T22）－久美濱（T24）－豐岡（T26）
普通
兜山（T23）－久美濱（T24）－鸛之鄉（T25）

## 注腳
1. 1 2 3 4 5 6 7 8  曾根悟（監修）. 朝日新聞出版分冊百科編集部（編集） , 编. . 週刊朝日百科. 14号 神戸電鉄・能勢電鉄・北条鉄道・北近畿タンゴ鉄道. 朝日新聞出版. 2011-06-19: 25・27–28頁 （日语）.
2. ↑  . 京丹後市. 2014-06-20  [2015-11-30]. （原始内容存档于2015-12-08） （日语）.
3. ↑  鐵道省告示第261號「峰豐線豐岡久美濱間鐵道運輸營業開始」，日本《官報》第884號，大藏省印刷局：1929年12月9日，第227頁。（國立國會圖書館數碼化收藏）
4. 1 2  平成20年12月定例会 総務常任委員会会議録（1号） （页面存档备份，存于）（日語）（京丹後市議會 會議錄） - 京丹後市（2008年12月2日，2012年6月1日參閲）
5. ↑  在外部連結（京丹後市觀光協會）中提及訊問處地址。（2012年6月1日參閲）
6. ↑  久美浜の「朝市」 （页面存档备份，存于）（日語） - 久美浜町觀光綜合案內所（京丹後市觀光協會，2012年6月1日參閲）
7. ↑  お問い合わせ （页面存档备份，存于）（日語） - 北近畿丹後鐵道（2012年6月1日參閲）
8. ↑  海の京都　京丹後旅博 （页面存档备份，存于）（日語） - 京丹後市觀光協會（2015年8月5日參閲）
9. ↑  京都府統計書（2005年前）
10. ↑  京丹後市統計書（2006年後）

## 外部連結
- 久里濱站 （页面存档备份，存于）（日語） - 京都丹後鐵道
- 久美濱町觀光綜合案內所 （页面存档备份，存于）（日語） - 京丹後市觀光協會